# Eschach (Aitrach)

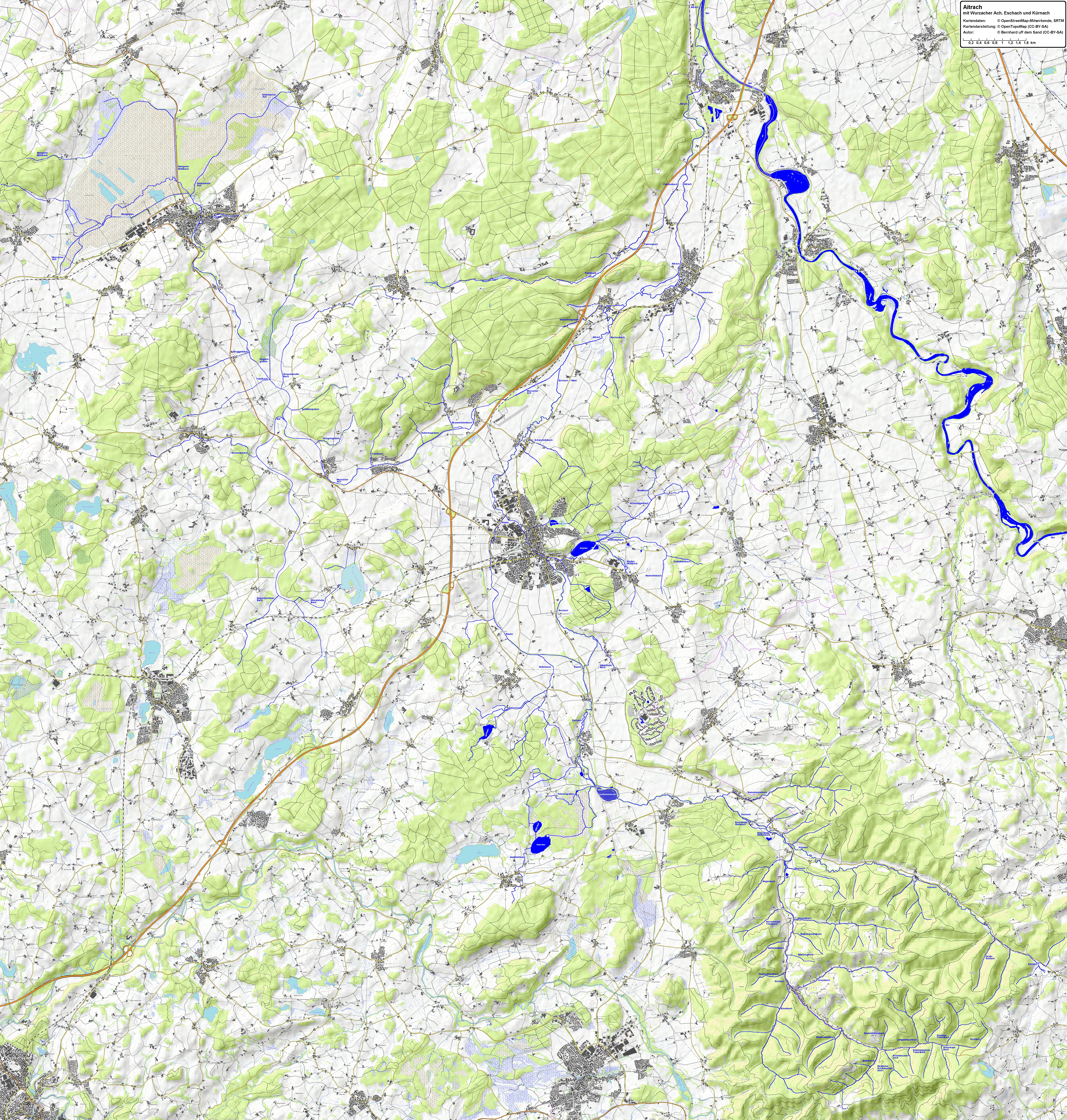
Aitrach mit Wurzacher Ach, Eschach und Kürnach

Die Eschach, am obersten Lauf und untersten Lauf auch Niebel oder Nibel genannt, ist der 34,8 km lange, südöstliche und orographisch rechte Quellfluss der Aitrach. Sie fließt im Allgäu im bayerischen Landkreis Oberallgäu und im baden-württembergischen Landkreis Ravensburg in westliche bis nördliche Richtungen und vereinigt sich nahe Leutkirch im Allgäu mit der 24,3 km langen Wurzacher Ach zur Aitrach.

## Name
Am Oberlauf auf wenigstens etwas mehr als zweieinhalb Kilometern wie am Unterlauf auf etwas mehr als den letzten drei Kilometern ab Leutkirch-Niederhofen wird die Eschach auch heute noch teilweise Niebel oder Nibel genannt, eine Benennung, von der sich der ursprüngliche Name des durchflossenen Gebietes Nibelgau herleitet. Rechts des so benannten Unterlaufs gibt es in der Stadtgemarkung von Leutkirch auch einen Siedlungsplatz Nibelhöfe. Der Name leitet sich wahrscheinlich vom althochdeutschen *Nibul- für „Nebel, Dunkelheit“ ab und stellte vermutlich zunächst einen Waldnamen dar.

## Geographie

### Verlauf
Die Eschach entspringt im bayerischen Landkreis Oberallgäu im Gfäll-Tobel etwa 1000 m westlich von Buchenberg-Eschach im Osten des Buchenberger Waldes, der östlich bis nördlich am unmittelbar nördlich der Alpen gelegenen Adelegg anschließt. Ihre auf der Südostflanke des Ursersberg (ca. 1129 m ü. NHN) befindliche Quelle liegt auf rund 1092 m Höhe – 2,5 km vom Änger (1125,1 m) im Westnordwesten und etwa 2 km vom Hohenkapf (1122 m) im Südsüdwesten entfernt; der Eschacher Weiher liegt etwa 1 km südlich des Ursprungs.
Der Lauf der Eschach wendet sich noch vor dem genannten Weiher nach Westen und fließt dann, nunmehr Grenze zum baden-württembergischen Landkreis Ravensburg, entlang der mehr und mehr östlichen Abdachung des Hauptkamms der Adelegg über Buchenberg-Kreuzthal nach Norden, bis sie beim Leutkircher Ortsteil Schmidsfelden von rechts die Kürnach aufnimmt; fortan verläuft sie im Landkreis Ravensburg.
Danach fließt die Eschach durch den Leutkircher Ortsteil Emerlanden und weiter in breitem und flachen Tal in Richtungen zwischen West und Nord, vorbei unter anderem an den Leutkircher Ortsteilen Winterstetten, Friesenhofen und Urlau. Oberhalb von Leutkirch fließt sie auf etwa 6 km Länge bis zu 2 m über dem Geländeniveau. Dann durchquert sie nordwärts die Leutkircher Kernstadt, um anschließend zwischen den Ortsteilen Mailand und Niederhofen durchzufließen.
530 m westnordwestlich vom abseits des Flusses gelegenen Lauben vereint sich die Eschach in der Gemarkung des Leutkircher Stadtteils Wuchzenhofen auf 625,1 m Höhe mit der von links kommenden Wurzacher Ach zum Iller-Zufluss Aitrach.

### Naturräumliche Zuordnung
Die Eschach fließt in der naturräumlichen Haupteinheitengruppe Nagelfluhhöhen und Senken zwischen Bodensee und Isar (Nr. 02) und in der Haupteinheit Adelegg (023) erst durch die Untereinheit Hohe (Südliche) Adelegg (023.0). Bei Leutkirch-Rinnebühl wechselt sie endgültig in den Naturraum Rinne von Altmannshofen-Großholzleute (041.33) über, verläuft aber bei Leutkirch-Mailand ein Stück entlang der Grenze zum Naturraum Leutkircher Heide (041.32); beide Naturräume gehören in der Haupteinheitengruppe Donau-Iller-Lech-Platte/n (Nr. 04) und in der Haupteinheit Riß-Aitrach-Platten (041) zur Untereinheit Schotterrinnen und Altmoränenplatten im Umland der Adelegg (041.3).

### Einzugsgebiet
Das Einzugsgebiet der Eschach ist 131,858 km² groß und hat etwa die Gestalt einer von Südost nach Nordost ausgerichteten Hantel mit der Wespentaille auf dem kurzen Westlauf zwischen Winterstetten und Friesenhofen. Nach dem unmittelbaren Einzugsgebiet der aufnehmenden Aitrach ganz im Norden schließt sich im Osten das Entwässerungsgebiet der Lautracher Ach, die wie die Aitrach von links zur Iller entwässert. Im südlichsten Bereich der rechten Wasserscheide grenzt östlich des Buchenberger Waldes deren eigenes Einzugsgebiet unmittelbar an. Im Süden verläuft die Wasserscheide kurz gegen die Wengener Argen, dann lange im Südwesten gegen deren Vorfluter Untere Argen, dann ganz kurz gegen die Wolfegger Ach; auf diesem Teil der Wasserscheide ist sie also zugleich Teil der Europäischen Hauptwasserscheide zwischen Schwarzem Meer und Atlantik, weil die Eschach selbst letztlich über die Donau zum Schwarzen Meer entwässert. Schließlich fließt im Nordwesten der andere, linke Aitrach-Oberlauf Wurzacher Ach.
Die höchste Erhebung im Einzugsgebiet ist die über 1126 m hohe, quellnahe Große Schwedenschanze etwas vor der südöstlichen Wasserscheide. Der bekanntere Änger (1125,1 m) liegt etwas westlicher in südöstlichen Endstück der Einzugsgebiets-Hantel, das überwiegend bewaldet und sehr gering besiedelt ist, und wird mit seinen Ausläufern vom Oberlauf der Eschach im Süden umflossen. Im anderen, nordwestlichen Teil des Einzugsgebietes, das deutlich tiefer liegt, überwiegt die offene Flur, hierin liegt dann auch der größte Ort Leutkirch im Allgäu mit im Abstand davon einigen größeren Dörfern.

### Zuflüsse
Liste der Zuflüsse und Seen () von der Quelle zur Mündung:
Gewässerlänge, Seefläche sowie Einzugsgebiet und Mündungshöhe in Meter (m) über Normalhöhennull (NHN) nach den entsprechenden Layern auf der Onlinekarte der LUBW. Andere Quellen für die Angaben sind vermerkt. In Klammern stehende Zulaufbezeichnungen vertreten fehlende Eigennamen.
Die Eschach kehrt sich nach kurzem Südlauf ab der Quelle auf Westlauf
- (Bach aus dem Gesteins-Tobel), von rechts und Norden, 1,2 km
- (Bach vom Hohenkapf her), von links und Süden, 1,0 km
- (Bach aus dem Schindelgehren-Tobel), von links und Süden, 1,0 km
- (Bach aus dem Ilmentobel (Oberlauf) und dem Langentobel (Unterlauf)), von rechts und Norden, 1,7 km
- (Bach aus dem Gewann Schönbuchen), von links und Süden, 0,7 km
- (Bach aus dem westlichen Schönbuchen), von links und Südsüdosten, 1,2 km
- (Bach vom Ostabfall der Sephenhöhe), von rechts und Norden beim ersten Haus von Buchenberg-Eschachthal, 0,9 km
- Rotenbach, von links und Südwesten kurz danach, 2,4 km und 2,0 km²
- (Bach aus dem Riederstobel), von links und Südwesten, 1,6 km
Die Eschach ist schon etwas zuvor und nunmehr länger Grenzfluss von Bayern (rechts) zu Baden-Württemberg (links)
- Schustertobelbach, von rechts und Nordosten, 1,0 km
Ab hier kehrt sich die Eschach langsam auf Nordlauf
- (Bach), von rechts und Nordosten, 0,7 km
- Kreuzbach, von rechts und Ostnordosten in Buchenberg-Kreuzthal, 3,3 km und 3,3 km²
- Eisenbach, von links und Süden im gegenüberliegenden, nun schon baden-württembergischen Isny im Allgäu-Eisenbach, 4,1 km und 4,7 km²
- Butzaustobelbach, von links und Südwesten auf 804,3 m Höhe, 1,1 km
Hier hat die Eschach ihren ersten Nordlauf erreicht
- (Bach zwischen Göhrers- und Stierberg), von rechts und Ostsüdosten, 0,7 km
- (Bach aus dem Sehntobel), von links und Südwesten auf 792,3 m Höhe, 1,3 km
- (Bach aus dem Balthasartobel), von rechts und Südosten, 1,1 km
- Ulmertalbach, von rechts und Osten auf 784,8 m Höhe gegenüber von Isny-Blockwiesen, 3,1 km und 3,3 km²
- Herrenberger Tobelbach, von links und Südwesten auf 776,7 m Höhe, 1,6 km und 1,0 km²
- Passiert einen Weiher links am Lauf zwischen Leutkirch im Allgäu-Rinnebühl und Leutkirch-Wald, 0,6 ha.
- Wagenbach, von links und Südwesten auf 761,5 m Höhe unmittelbar nach dem Weiher, 2,5 km und 1,5 km²
- Kürnach, von rechts und Osten gegenüber von Leutkirch-Schmidsfelden, 10,6 km und 20,7 km²
Hier wechselt die Eschach in ungefährer letzter Zuflussrichtung der Kürnach auf Nordwestlauf, verlässt die Grenzlinie und fließt nach Baden-Württemberg ein
- Emerlander Weiherbach, von links und Ostsüdosten bei Leutkirch-Emerlanden von Isny, 0,5 km. Linker Mühlkanal, der zuvor auf 749,8 m Höhe abgeht.
- Passiert den Emerlander Weiher, der links in etwas Abstand unterm Talhang liegt, 0,9 ha.
- Emerlandengraben, von rechts und Nordosten durchs rechtseschachische Emerlanden, 1,1 km
- Emerlander Mühlbach, von links und Südosten nach der Emerlander Mühle von Leutkirch, 0,8 km. Mühlgraben, der kurz vor dem vorigen Zufluss von der Eschach abgeht.
- (Bach aus dem Remsentobel), von rechts und Osten zwischen Leutkirch-Winterstetten und Leutkirch-Friesenhofen, 4,4 km und 3,4 km²
Ab hier läuft die Eschach nach Westen und tritt in eine weite Talebene ein
- Fetzachgraben, von links und Südwesten, 4,7 km und 5,4 km². Entwässert das Naturschutzgebiet Taufach- und Fetzachmoos mit Urseen.
Ab hier läuft die Eschach erneut zumindest ungefähr nach Norden
- → (Abgang eines Nebengrabens), gleich danach nach links, der den  0,8 ha großen Urlauer Weiher durchläuft und anschließend im linkseschachischen Leutkirch-Urlau einen 1,7 km langen Zulauf aus dem Westen von nordwestlich von Leutkirch-Missen her aufnimmt.
- ← (Rücklauf des Nebengrabens), von links im linkseschachischen Leutkirch-Urlau, 1,1 km
- → (Abgang der Rauns), nach links und Nordwesten auf 674,4 m Höhe zwischen Leutkirch-Haselburg und Leutkirch-Allmishofen. Nimmt als größten Zufluss auf 665,2 m Höhe bei Leutkirch-Herlazhofen den 4,8 km langen Nellenbach von links und Süden auf.
- Allmishofer Bach[13], von rechts und Südosten bei Allmishofen, 1,4 km
- Stadtbach, von rechts sowie – auf dem offenbar nach größerer Oberlauflänge und nicht nach größerem Teileinzugsgebiet konstruierten Hauptstrang der LUBW mit verschiedenen Abschnittsnamen – von Nordosten am Südostrand des Stadtkerns von Leutkirch im Allgäu, 5,5 km auf dem Hauptstrang und 17,1 km².[14] Mit Abschnittsnamen Schorniggelbach → Floschen → Stadtweiher → Stadtbach. Durchfließt am Stadtrand den 17,9 ha großen Stadtweiher.
- Schlotterbach, von rechts und Nordosten in Leutkirch nordwestlich des Stadtkerns an der Bahnstrecke Leutkirch–Memmingen, 2,9 km auf dem Hauptstrang und 2,3 km².
- ← (Rücklauf der Rauns), von links und Süden auf 646,4 m Höhe zwischen Industriebauten am Nordwestrand von Leutkirch, 6,3 km auf dem Hauptstrang und 22,3 km².
- (Bach vom Schanzbühl im Unteren Wald), von rechts und Südosten bei Leutkirch-Niederhofen, 2,5 km auf dem Hauptstrang und 1,8 km².

## Pegel und Hochwasserschutz
Der Pegel der Eschach schwankt stark. In den Sommermonaten kann das Flussbett teilweise austrocknen, so dass die Eschach nur noch ein Rinnsal ist. Nach Starkregenfällen und während der Schneeschmelze im Frühjahr kann der Pegel stark anschwellen. In früheren Zeiten sorgte die Eschach regelmäßig für Überschwemmungen – besonders in Leutkirch:
Die Eschach führte oft starke Hochwasser, so dass es insbesondere südlich der Leutkircher Kernstadt (heute Isnyer Siedlung) zu Überschwemmungen kam. Deswegen wurde in den 1930ern weit oberhalb der Kernstadt und etwas oberhalb vom Stadtteil Urlau ein Staudamm am unteren Ende des Fetzachmoos errichtet, so dass die Mooslandschaft zu einem grünen Becken wurde, in dem sich normalerweise kein Wasser befindet. Überschreitet der Fluss einen gewissen Pegel, wird das Wasser in das Moos geleitet und dort eingestaut. Mitte der 1990er Jahre wurde direkt östlich und oberhalb davon zusätzlich das etwa 13 ha große Steinstallbecken (auch Rückhaltebecken Urlau genannt) angelegt, um das Fetzachmoos weiter zu entlasten. Beide Einstaumöglichkeiten bzw. Hochwasserrückhaltebecken können zusammen etwa 5 Mio. m³ Wasser aufnehmen.
Beim Bau des Steinstallbeckens reagierte die Bevölkerung der Stadt Leutkirch teils mit Unverständnis darauf, dass man mehrere Millionen D-Mark für ein „Loch“ ausgab. Ein Jahr nach der Fertigstellung bewährte sich das Becken an Pfingsten 1999. Der Pegel der Eschach stieg wegen Schneeschmelze verbunden mit starken Regenfällen auf über 2,5 m Höhe am Pegel Friesenhofen. Bis zu 15 m³ Wasser pro Sekunde flossen durch die Stadt, unter den Brücken waren nur noch wenige Zentimeter Luft. Besonders gefährlich war dabei mitgeführtes sperriges Schwemmgut, wie etwa entwurzelte Bäume, durch das Verklausung drohte.

## Fischfauna
Die Eschach gehört größtenteils zur Äschenregion. Der Leitfisch ist hier die Äsche. Außerdem kommen noch Groppe, Döbel, Hasel, Bachforelle und die Regenbogenforelle vor. Sporadisch finden sich auch Weißfische und der Hecht im Gewässer auf.

## Schutzgebiete
Flussabwärts betrachtet fließt die Eschach durch diese Schutzgebiete:
Die Eschach entspringt im bayerischen Fauna-Flora-Habitat-Gebiet Kürnacher Wald (FFH-Nr. 8227-373; 27,5961 km²), durch das sie bis Schmidsfelden (zu Leutkirch; Bayern) fließt; dabei reichen Teile des württembergischen FFH-Gebiets Adelegg (FFH-Nr. 8326-341; 6,4006 km²) fast bis an den Fluss. Sie verläuft in Oberlaufabschnitten, bei Eschachthal (Buchenberg; Bayern) und Eisenbach (zu Isny; Baden-Württemberg), entlang der bayerisch-württembergischen Grenze und der Ostgrenze zum württembergischen Vogelschutzgebiet Adelegg (VSG-Nr. 8226-441; 28,6185 km²). In diesem Bereich fließt sie auch entlang der Ostgrenze des württembergischen Landschaftsschutzgebiets (LSG) Adelegg und zugehöriges tertiäres Hügelvorland (CDDA-Nr. 319441; 1994 ausgewiesen; 65,2008 km² groß) und im Mittellauf, nun gänzlich auf württembergischem Gebiet, von Schmidsfelden bis Urlau (zu Leutkirch) durch dieses LSG.
Die folgend genannten Schutzgebiete liegen alle abseits der Grenze zu Bayern in Baden-Württemberg: Etwas unterhalb von Friesenhofen (Leutkirch) fließt die Eschach in das FFH-Gebiet Feuchtgebietskomplexe nördlich Isny (FFH-Nr. 8226-341; 605,82 km²) ein. Darin tangiert sie den Nordostzipfel des Naturschutzgebiets Taufach- und Fetzachmoos mit Urseen (CDDA-Nr. 82692; 1982; 3,148 km²), von dem Teile bei Hochwasser (siehe Abschnitt Pegel und Hochwasserschutz) geflutet werden können. Oberhalb und unterhalb der Leutkircher Kernstadt verläuft die Eschach durch das LSG Uferbewuchs der Eschach (CDDA-Nr. 325267; 1953; 4 ha). Unterhalb der Kernstadt bis zu ihrer Mündung in die Aitrach fließt sie im FFH-Gebiet Aitrach und Hergottsried (FFH-Nr. 8026-341; 5,5823 km²).